# Fuentes de Jiloca
Fuentes de Jiloca è un comune spagnolo di 326 abitanti situato nella comunità autonoma dell'Aragona.